# Gare de Hassi Ben Okba
La gare de Hassi Ben Okba est une gare ferroviaire algérienne située sur le territoire de la commune de Hassi Ben Okba, dans la wilaya d'Oran.

## Situation ferroviaire
La gare se situe sur la ligne d'Oran à Arzew, où elle est précédée de la gare de Hassi Ameur et suivie de celle de Gdyel.
| \| Hassi Ben Okba Oran Es Senia Arzew Oued Tlelat Boutlélis \| Localisation de la gare de Hassi Ben Okba dans la wilaya d'Oran. |
| Hassi Ben Okba Oran Es Senia Arzew Oued Tlelat Boutlélis                                                                        |

## Histoire
Lors de la colonisation, la gare portait le nom de gare de Fleurus.
Située à une altitude de 99,900 m, la gare est mise en service en 1900 lors de l'ouverture de la section d'Oran à Damesme (actuelle Aïn El Bia) de l'ancienne ligne d'Oran à Kenadsa où elle était située au point kilométrique (PK) 20,500,,.
L'ancienne gare est fermée en 1958 consécutivement à la fermeture de la section d'Oran à Damesme de la ligne d'Oran à Kenadsa. Une nouvelle gare est ouverte en 2011 lors de la mise en service de la nouvelle ligne d'Oran à Arzew.

## Service des voyageurs

### Dessertes
La gare de Hassi Ben Okba est desservie par les trains régionaux de la liaison Oran - Arzew.